# Marin de la Vallée
Marin de la Vallée juré du Roy en l'office de massonnerye, architecte des bastiments de la Royne mère (juré du Roy nell'ufficio di massonerye, architetto degli edifici della regina madre), (Parigi, 1560 circa – Parigi, maggio 1655) è stato un architetto francese del XVI e XVII secolo (maestro muratore).

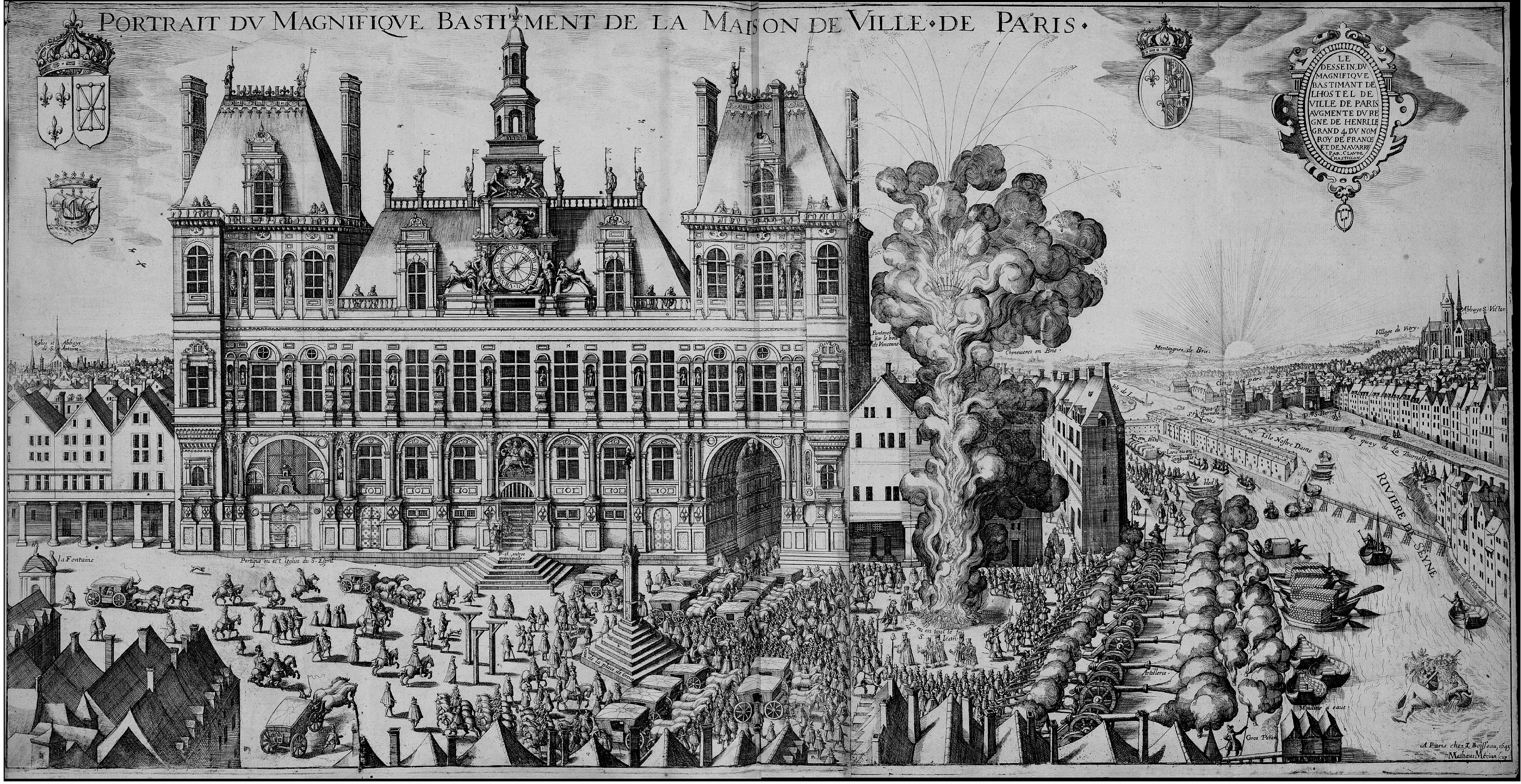

Suo padre Jean II de la Vallée e suo nonno Jean I, anche lui parigino, erano già stati maestri muratori a Parigi. Nel 1591, Marin de la Vallée sposò a Parigi Jeanne Morissaut, morta nel 1646, figlia di Pierre Morissaut e Olive Sollé.

## Biografia
Marin de la Vallée è meglio conosciuto in retrospettiva grazie alla reputazione internazionale dei suoi discendenti che si stabilirono in Svezia come architetti del re.
Vengono citati otto figli adulti, quattro maschi e quattro femmine:
- Marin de la Vallée (il giovane). Dopo gli studi di teologia divenne "preside della Facoltà di Teologia" e parroco di Pathay.
- Un figlio, anche lui architetto e capomastro a Parigi.
- Un figlio, capomastro a Parigi. Nessuno di loro raggiunse la fama nella sua arte.
- Magdelaine de la Vallée, sposò nel 1626 Jacques Penicher, maestro speziale e borghese di Parigi.
- Anne de la Vallée, sposò nel 1633 Jean Beguin, mercante di stoffe e borghese di Parigi.
- Jeanne de la Vallée, sposò nel 1632 Claude Boutin, maestro giardiniere, "governatore dei giardini vegetali di detto palazzo".
- nel 1620, Marie de la Vallée sposò il maestro tappezziere Morisse De Corps.
- Simon de la Vallée, che divenne un rinomato architetto in Svezia e creò la Scuola svedese di architettura.

## Opere
Marin de la Vallée è stato citato per la prima volta in vari lavori intrapresi dalla città di Parigi come esperto:
- per lavori di demolizione per l'ampliamento dell'Hôtel de Ville
- per lavori di restauro di ponti.

Nel 1624 il contratto di costruzione per il Palais du Luxembourg fu firmato da Salomon de Brosse. Il 26 marzo 1624, il Consiglio della Regina Madre retrocesse il contratto a Marin de la Vallée per il completamento del palazzo. Marin intervenne come capomastro per realizzare l'ala nord-est secondo i progetti di Salomon de Brosse. Questi lavori furono probabilmente terminati nella primavera del 1626. Il 1º aprile 1626 firmò un contratto per la costruzione del Petit Luxembourg e di un muro che separava il giardino dal parco. Nel giugno 1626 firmò un secondo contratto per il completamento del cortile del palazzo con la pavimentazione del terrazzo e della sua balaustra.
Tra le sue costruzioni principali ci sono:
- il castello di Lasserre, situato vicino a Nérac (Lot e Garonna), tra il 1595 e il 1597. Questo castello porta l'iscrizione: M. DE LAVALLEE Me MASSON A PARIS. MA FAICTE. 1596.
- la ricostruzione e l'ampliamento dell'Hôtel de ville de Paris completato nel 1625. Questo fu il suo lavoro principale. All'interno del portale dell'ala nord c'era la seguente iscrizione: "Marin de la Vallée, architetto parigino, iniziò questo grande edificio nel 1606, che era rimasto a lungo incompiuto e imperfetto, e fortunatamente lo terminò nell'anno di salvezza 1628.[3]"
- con Jean Thiriot intervenne alla costruzione delle dipendenze del palazzo cardinalizio di Armand Jean du Plessis de Richelieu.
- Eseguì anche opere provvisorie: archi trionfali, portici, templi per l'ingresso trionfale a Parigi di Maria de' Medici e per la sua incoronazione.